# Fritz Mierau
Fritz Mierau (* 15. Mai 1934 in Breslau; † 29. April 2018 in Berlin) war ein deutscher Slawist, Literarhistoriker, Übersetzer, Essayist und Herausgeber.

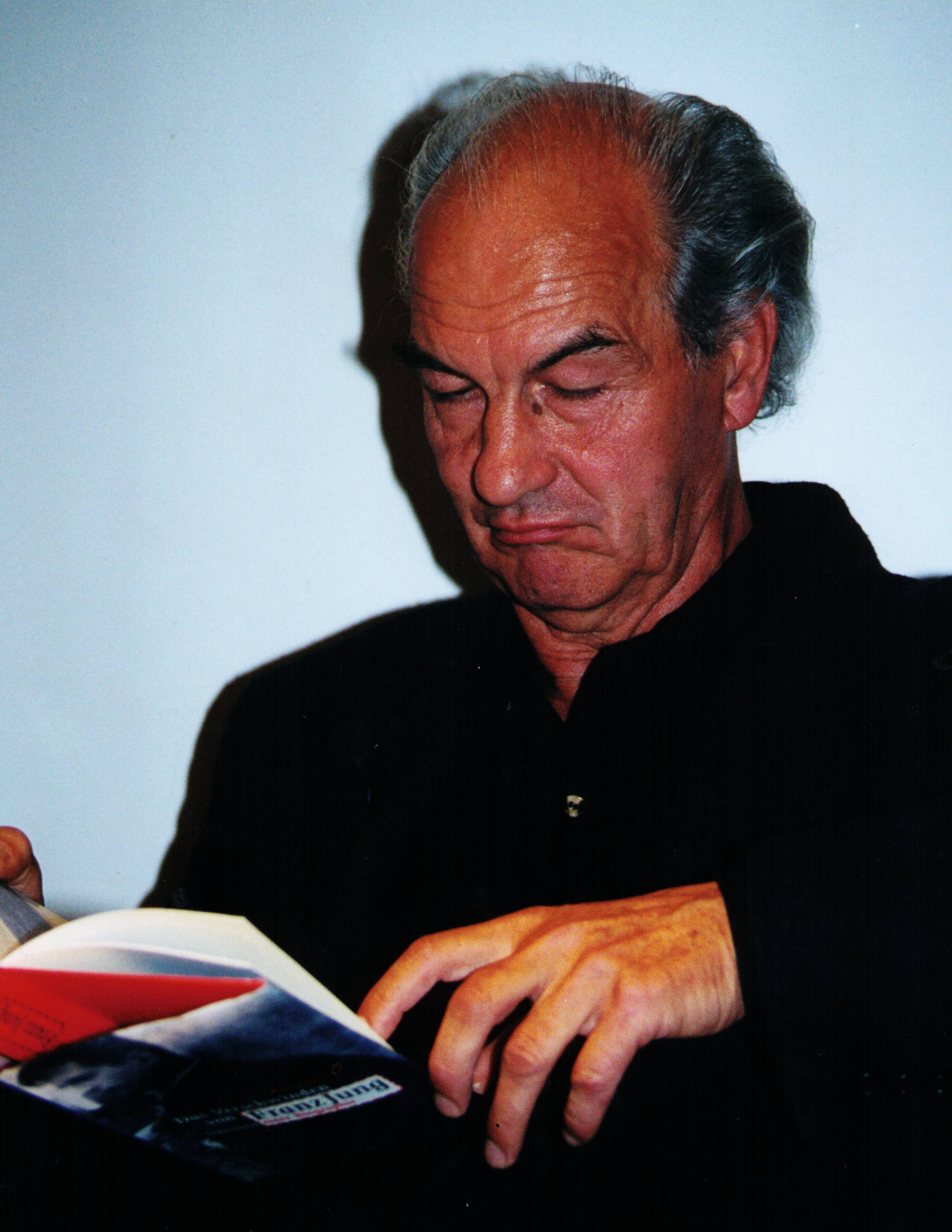
Fritz Mierau auf einer Lesung

## Leben und Wirken
Kindheit und Jugend verlebte Fritz Mierau im sächsischen Döbeln. Nach dem Abitur studierte er 1952–1956 Slawistik an der Humboldt-Universität zu Berlin. Von 1957 bis 1962 war er nach kurzer Vortragstätigkeit beim Zentralvorstand der Gesellschaft für Deutsch-Sowjetische Freundschaft wissenschaftlicher Assistent am slawischen Institut der Universität unter Hans Holm Bielfeldt. Ab 1962 arbeitete er freiberuflich als Essayist, Herausgeber und Übersetzer. Von 1964 bis 2009 war er ständiger Mitarbeiter der Zeitschrift Sinn und Form. 1965 unternahm er eine größere literarische Studienreise nach Südrussland und Georgien. Von 1969 bis 1980 war er als wissenschaftlicher Mitarbeiter am Zentralinstitut für Literaturgeschichte der Akademie der Wissenschaften der DDR tätig. Von 1966 bis 1990 gehörte er dem Schriftstellerverband der DDR an und von 1974 bis 1991 dem PEN-Zentrum (Ost, später West).
Mieraus Forschungen betrafen hauptsächlich die russische Literatur in der ersten Hälfte des 20. Jahrhunderts sowie deren Aufnahme in Deutschland. Zu den von ihm publizierten Autoren gehören u. a. Anna Achmatowa, Isaak Babel, Andrei Bely, Alexander Blok, Ilja Ehrenburg, Pawel Florenski, Sergei Jessenin, Michail Kusmin, Wladimir Majakowski, Ossip Mandelstam, Boris Pasternak, Alexander Puschkin, Sergei Tretjakow, Juri Tynjanow, Marina Zwetajewa. Doch übersetzte er auch Werke des Klassikers Alexander Puschkin und publizierte über ihn.
Regelmäßig hielt er Vorträge über russische Dichter, darunter 1972–2009 im Klub des Kulturbunds von Hoyerswerda, 1999–2005 in der Dichterstätte „Sarah Kirsch“ in Limlingerode und 2008–2015 in dem von der Malerin Ruth Tesmar geleiteten Seminar für künstlerisch-ästhetische Praxis „Menzel-Dach“. Seit 2008 war er Mitarbeiter der Künstlerzeitschrift Herzattacke sowie Mitglied der Akademie der Künste Berlin-Brandenburg.
Fritz Mierau starb im April 2018 im Alter von 83 Jahren an den Folgen einer Lungenentzündung. Seine Grablege befindet sich auf dem St.-Marien- und St.-Nikolai-Friedhof I (auch Alter Friedhof der St.-Nikolai- und St.-Marien-Gemeinde genannt). Sein Nachlass befindet sich im Literaturarchiv der Akademie der Künste.

## Schriften und Ausgaben (Auswahl)
- Sternenflug und Apfelblüte – Russische Lyrik von 1917 bis 1962, Herausg. zusammen mit Edel Mirowa-Florin, Verlag Kultur und Fortschritt, Berlin 1963
- Links! Links! Links!. Eine Chronik in Vers und Plakat 1917–1921, Verlag Rütten & Loening, Berlin 1970.
- Sprache und Stil Lenins, Verlag Volk und Welt, Berlin 1970.
- Revolution und Lyrik, Akademie-Verlag, Berlin 1972.
- Erfindung und Korrektur. Tretjakows Ästhetik der Operativität, Akademie-Verlag, Berlin 1976.
- Konzepte. Zur Herausgabe sowjetischer Literatur, Philipp Reclam jun., Leipzig 1979.
- Die Lachküche. Eine Literaturenzyklopädie in Karikaturen und Selbstzeugnissen, Gustav Kiepenheuer Verlag, Leipzig/Weimar 1981.
- Russen in Berlin. Literatur Malerei Theater Film 1918–1933, Philipp Reclam jun., Leipzig, 1987.
- Die Erweckung des Wortes. Essays der russischen Formalen Schule, Philipp Reclam jun., Leipzig 1987.
- Zwölf Arten die Welt zu beschreiben. Essays zur russischen Literatur, Philipp Reclam jun., Leipzig 1988.
- Sergej Jessenin. Eine Biographie, Reclam-Verlag, Leipzig 1992, ISBN 3-379-00714-5.

- Oleg Zinger. Moskau, Berlin, Paris. Das Leben eines Malers. Verlag Philipp Reclam jun. Leipzig, 1995; Hrsg. mit  Sieglinde Mierau

- Das Verschwinden von Franz Jung. Stationen einer Biographie, Edition Nautilus, Hamburg 1998, ISBN 978-3-89401-294-6.
- Mein russisches Jahrhundert, Autobiographie, Edition Nautilus, Hamburg 2002, ISBN 978-3-89401-386-8.
- Russische Dichter. Poesie und Person, Pforte Verlag, Dornach 2003, ISBN 3-85636-151-0.
- Zweisprachige Lyrik-Ausgaben in den Verlagen Philipp Reclam jun. Leipzig und Volk und Welt Berlin: Sergej Jessenin (1965); Ossip Mandelstam (1975); Anna Achmatowa (1979); Marina Zwetajewa (1987).
- Zusammen mit Sieglinde Mierau war er an der Herausgabe der Werke von Franz Jung (1980–1998) und Pawel Florenski (1991–2015) beteiligt.
- Keller der Erinnerung. Sprache in Zeiten gelebter Utopie, epubli, Berlin 2018, ISBN 978-3-7467-0658-0.
- Koktebel – Blaues Siegel. Über Maximilian Woloschin, PotemkinPress Berlin und San Francisco 2020, ISBN 978-3-943190-16-8.

## Auszeichnungen
- 1988 Heinrich-Mann-Preis der Akademie der Künste der DDR
- 1989/90 Ehrengast der Villa Massimo in Rom (mit Sieglinde Mierau)
- 1991 Literaturpreis des Präses der Evangelischen Kirche des Rheinlands zur deutsch-sowjetischen Verständigung
- 1992 Ehrengabe der Deutschen Schillerstiftung Weimar
- 1996 Leipziger Buchpreis zur Europäischen Verständigung (Anerkennungspreis)
- 1999 Karl-Otten-Preis des Deutschen Literaturarchivs Marbach

Jahresgedächtnis
Zum 85. Geburtstag im ersten Todesjahr wurde von Freunden und Weggefährten im Mai 2019 eine abendliche Veranstaltungsreihe konzipiert:
- 8. Mai: Fritz Mierau und Franz Jung. Galerie am Kollwitzplatz „kunst-a-bunt“. Mit Michael Bühnemann, Andreas Hansen und Paul Alfred Kleinert
- 15. Mai: Ihn lockte die Musik des Alltags. Galerie, Brotfabrik. Filmsequenz von Dietmar Hochmuth: Fritz Mierau. Ein Bio-Interview. Mit Antje Leetz, Marcel Lepper, Klaus Völker, Moderation Paul Alfred Kleinert
- 18. Mai: Das Faser-Album und Pavel Florenski. Atelier an der Stromstraße. Mit Felix Furtwängler, Uwe Gräfe (Film), Paul Alfred Kleinert; ferner Kristof Steichert: Über die Arbeit eines Literaturhistorikers am Beispiel Mieraus.